# Gianfranco Visconti
Pour les articles homonymes, voir Visconti.
Gianfranco Visconti, né le 18 février 1983 à Popoli, est un coureur cycliste italien.

## Biographie
En 2008, Gianfranco Visconti s'impose sur la Coppa Messapica, une course du calendrier amateur italien. 
Pour la saison 2017, il est recruté par l'équipe continentale croate Meridiana Kamen. Sous ses nouvelles couleurs, il termine notamment onzième d'une étape du Tour d'Albanie.

## Palmarès
- 2008
  - Coppa Messapica